# 上等兵
上等兵（じょうとうへい）は、軍隊の階級の一つで、兵に区分され、伍長または兵長の下、一等兵の上に位置する。

## 日本陸軍

### 概要
大日本帝国陸軍では、1876年（明治9年）12月16日の陸軍武官表改訂により歩兵科と騎兵科に上等卒（じょうとうそつ）を設けてから   、1940年（昭和15年）9月13日勅令581号（9月15日施行）により陸軍兵等級表を改正して兵長が設けられるまで兵の等級の最上位であった。初年兵にとって上等兵は「先輩」の中の優秀者とみなされていた。
上等兵になれる者は，同年兵の4分の1程度といわれる。伍長勤務上等兵になると、多くても中隊に3人程度である（歩兵中隊の場合、平時は二年兵・初年兵ともにそれぞれ約60名程度）。そのため全ての初年兵にとって、上等兵は憧れの地位であり、入営から4か月後（時代によるが昭和初期までは3か月）、第1期検閲終了後に発表される上等兵候補者の発表は、最大の関心事であった。満期除隊して民間の職場に復帰すると、上等兵ならば体力人格ともに優秀者とみなされ、在郷軍人会でも優遇される場合があった。農村の場合は、村の顔役が一席設けてくれるような存在であった。そのため、模範青年としてその後の仕事や嫁取りに良い影響をもたらした。
初年兵の中から選ばれた者が、上等兵候補者特別教育を受け、適任と認められた者が上等兵に進級した。上等兵への進級は、12月頃に行われる第1選抜から始まり、以降順次期間をあけて数次の選抜により決定されていく。真面目に勤務に精励していれば除隊と同時に形式的に上等兵になれる者もいた（これを営門上等兵と称した）。しかし兵隊仲間では在営年次がものをいい、たとえ上等兵であっても年次の浅い兵は万年一等兵の古年次兵には常に敬語を使い、時にはビンタをもらうことがあった。
上等兵の中でもさらに優秀な者は伍長勤務上等兵となり、下士官としての勤務についた。伍長勤務上等兵と一部の上等兵は除隊の際に下士官適任証書が交付され、再度応召した際には、下士官の欠員に応じて伍長に任官した。昭和初期までは、上等兵候補者に選ばれると、よほどのことがない限り満期除隊までには上等兵に進級した。しかし昭和10年代になると上等兵候補者の6〜7割程度しか上等兵になれなくなった。これはわざと候補者を増やし、落第者を多くすることにより候補者どうしを競争させ訓練成果をあげ、上等兵の権威を高める狙いがあった。上等兵候補者は起床ラッパの一時間前に起きて銃剣術の間稽古を義務づけられるなど、体力的にも、頭脳的にも過酷な教育がなされたのである。また内務班では古参一等兵からことある毎に「上等兵候補のくせに、そのざまは何だ」と睨まれた。
上等兵には部隊運営の最末端として様々な役割が命ぜられた。戦時には分隊長（代理）、平時には目端が利き真面目な者が内務班の初年兵掛（しょねんへいがかり）となり、めったに班内に顔をださない内務班長の代理として実際に初年兵の指導を行った。また能筆で算盤のできる者や学歴のある者は事務室の助手として事務に従事した。また腕に覚えのある者は教練の助手として教官（少中尉見習士官准士官）、助教（下士官）の手足となって初年兵を教育した。防災、防犯、風紀の取締まり、人員の確認などを行う週番上等兵などの勤務に交代で当った。
歩哨は一等兵には敬礼しなくても、上等兵には敬礼をしなければならなかった。
ちなみに、憲兵など最下級が上等兵である兵科も存在した。

### 伍長勤務上等兵
伍長勤務上等兵は、1903年（明治36年）11月30日勅令第185号による陸軍補充条例の改正により第77条に設けたもので、兵でありながら下士官と同じ勤務に就いた。たとえば週番下士官や将校集会所当番長などである。戦時であれば分隊長となる。総ての場合に於いて下士の勤務に服させるべき者であり待遇は一般上等兵と同様になるもののその上位に置くべきものとした。なお伍長勤務上等兵と後年の兵長とを同一視する見方は間違いである。兵長には定員が無かったが、伍長勤務上等兵は中隊に2-3名と定員があった。
この制度の起源は1899年（明治32年）に設けた長期下士、短期下士制度にさかのぼる。当時は在営3年制で、2年兵の上等兵より抜擢して短期下士の伍長とし、3年目を下士官として勤務させ満期で除隊させた。長期下士は下士候補生であって卒業試験に及第した者を以って補充した。
その後、この制度は廃止されて伍長勤務上等兵制度となり、育成は下士官候補者制度に移行した。
伍長勤務制度の目的は、戦時に急増する部隊の下級下士官の代理を確保し、必要に応じて下級下士官へ登用できるようにすることであった。判任官であり兵より俸給も高く、定員があってしかも2年で使い捨てにできない下士官を平時に多数抱えることはできなかった。時代によっては下士官を希望するものが少なく必要な下士官が不足した。この不足を補うと同時にある程度の下士官勤務経験を積ませることによって、戦時に登用する下士官(予備下士官)の候補者を育成したのである。予備下士官の公式な登用制度は幹部候補生制度(昭和8年以降は乙種幹部候補生）であったが、学校教練合格や一定の学歴要件を必要とし、受験資格を持つものは多くなかった。陸軍は、伍長勤務という下士官勤務のOJTによって、幹部候補生を受験できない者にも予備下士官への道を開いていたといえる。
なお、ドイツのアドルフ・ヒトラーの最終階級であるGefreiterは日本語では伍長と訳されることが多いが、実際の位置付けは日本陸軍の上等兵に相当する。
伍長勤務上等兵になると、左の腕に赤と金モールの山形章を付ける。これを俗に金蝶じるしといい、軍隊俗謡などに「腕に金蝶ヒラヒラさせて、粋じゃないかよ 伍勤が通る」と歌われた。
あるいは、同じ兵の身分でありながら特別扱いをされる伍長勤務上等兵には同年兵からの嫉妬もあり、「生意気」と反発される事も多かったようである。
ナッチョラン節に「下士官のそば行きゃメンコ臭い  伍長勤務は生意気で  粋な上等兵にャ金が無い  可愛い新兵さんにゃ  暇が無い」と歌われている。
1940年9月に兵長の階級が新設されるに伴い、伍長勤務上等兵制度は廃止となった。

### 下士官適任証書
1887年（明治20年）2月15日陸達第21号により「下士適任証」を付与し始め、1931年（昭和6年）11月7日勅令270号（11月10日施行）により「下士」を「下士官」に改めたことから、「下士官適任証書」と称するようになった。
下士官適任証書は伍長勤務上等兵だけに与えられたわけではなく、一部の上等兵にも授与された。
同様のものに、優秀な下士官に付与される士官適任証書もあった。

### その他
上等兵は陸軍士官学校予科を修了した士官候補生が、本科に入る前に隊付を経験する際に最初に与えられる階級でもあった。候補生は専用の部屋を割当てられる場合と、普通の内務班に入る場合とがあり、部隊・時代により異なる。将校にのみ与えられる当番兵が付くこともあった。
なお、隊付中の士官候補生は「兵の最先任」という位置付であったが、後に兵長の階級が出来、その辺りが少々ややこしくなったようである。

## 日本海軍
大日本帝国海軍では、1942年の改正で従来の二等兵が改称されたものである。
水兵長（旧一等水兵）の下で、一等水兵(旧三等水兵）の上に位置する。略称は上水。
上等水兵（旧二等水兵）までは一定年限の勤務により進級したが、水兵長（旧一等水兵）へは選抜進級であった。最短の1年での進級は10分の3以内となっていた。
上位35%の枠はほとんどが術科学校の普通科練習生課程を修了した優秀な志願兵で占められており、徴兵で進級することは難しかった。
志願兵の場合、事故が無ければ大方は上等水兵1年半(入営より3年）で水兵長（旧一等水兵）に進級したが、このとき進級にもれ、入営より3年経過しても水兵長になれず，善行章が一本ついてしまった上等水兵（旧二等水兵）は楽長と呼ばれ、下級者に恐れられた。
平時における進級に必要な期間(滞留期間)  兵の進級は資格を満たした5月1日および11月1日の最も近い月に実施される  
- 上等水兵より兵長    1年(〜35%）  1年半（〜70%）  2年（〜100%  2年を経過しても問題があれば進級しない）
- 一等水兵より上等水兵  1年
- 二等水兵より一等水兵  6か月（海兵団などでの教育期間は志願兵は5か月半、徴兵は4か月半）

## 自衛隊
陸海空士長が兵に相当する士の最上級だが、満期除隊にまでほぼ必ず昇進するもので、上等兵とは位置付けが異なる。

## 各国の呼称
上等兵に相当する階級に次のものがある。
- アメリカ合衆国
  - 陸軍：Private First Class（プライベート ファースト クラス）
  - 海軍：Seaman
  - 海兵隊：Lance Corporal（ランス コーポラル）
  - 空軍：Airman First Class

1967年までは、Airman Second Class だった。
- イギリス
  - 海軍：Able Rate

1999年4月1日に上等兵と一等兵が統合された。
  - 空軍：Leading Aircraftman
- フランス
  - 陸軍、空軍：Caporal

伍長と和訳されることがあるが、下士官ではなく兵である。
  - 海軍：Quartier maître (de 2e classe)
  - 国家憲兵：Brigadier
- ロシア
  - 陸軍：Ефрейтор
  - 海軍：Старший матрос
- 中国
  - 陸軍、海軍、空軍：上等兵
- 大韓民国
  - 兵役に就くと必ずこの級で満期除隊するため、各国軍と位置付けが異なる。